# Правило Слейтера
Правило Слейтера (англ. Slater’s rule) — правило, що використовується для наближеного розрахунку ефективного заряду ядра (Zeff) в атомі, де використовується поняття про екранування ядра внутрішніми електронами:
Zeff = Z — (екранування).
Правило стосується розрахунку величини члена, що описує екранування в цьому рівнянні.